# Kankuí
Le kankuí est une langue chibchane parlée en Colombie, dans la Sierra Nevada de Santa Marta.
La langue est éteinte.

## Les Kankuamos
Le kankuí était la langue d'un groupe chibchan, les Kankuamos, qui vivent près de la ville d'Atánquez dans le département de Cesar. Ceux-ci ne parlent plus leur langue qu'ils ont perdue au XXe siècle. Le kankuí était très proche du damana.